# Список регіонів України за ВРП

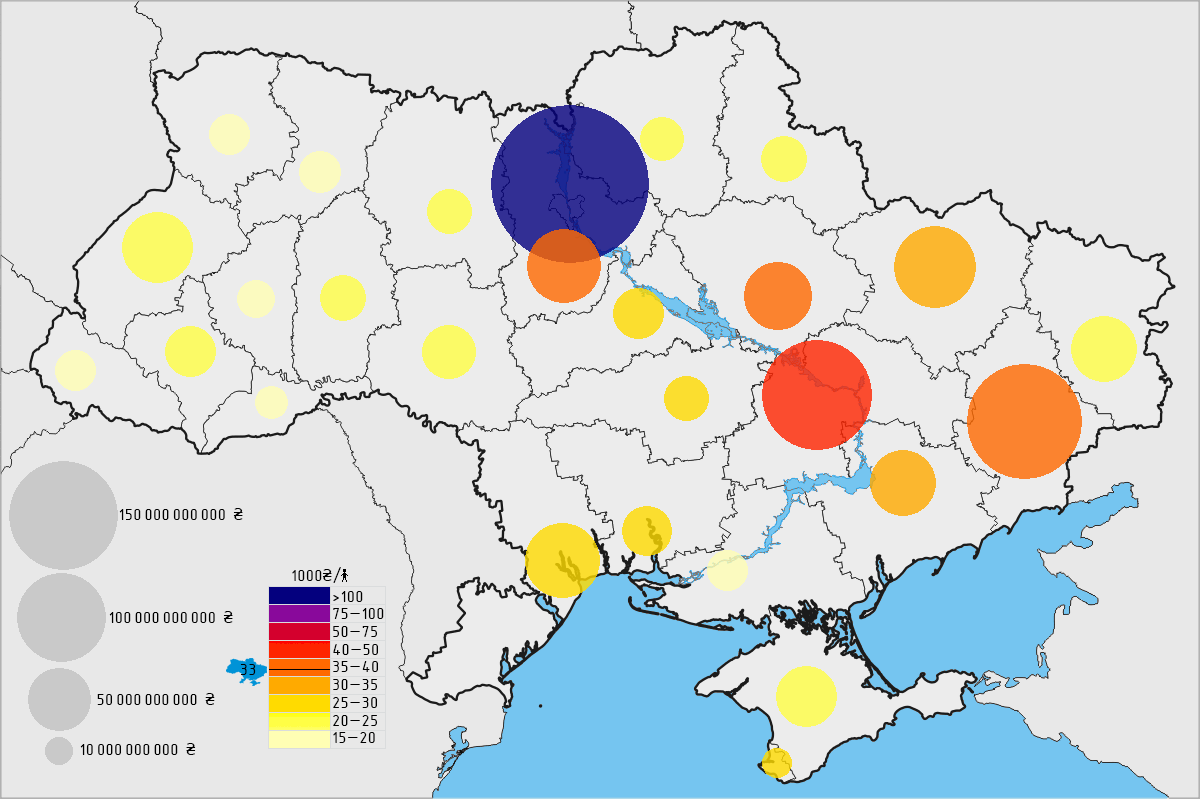
ВРП України (2013)

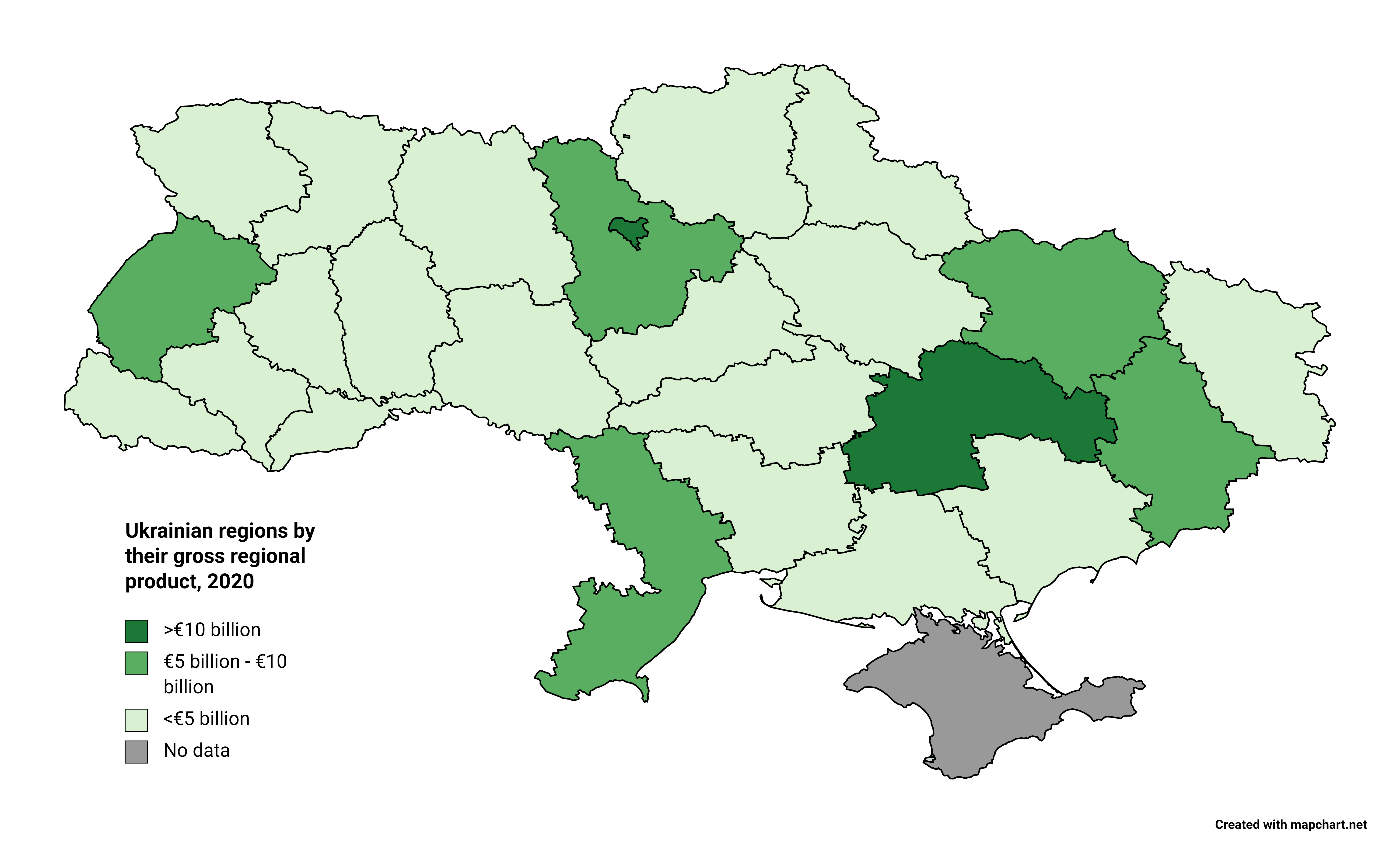
Список регіонів України за ВРП, 2020

Валовий регіональний продукт (ВРП)  — показник, що вимірює валову додану вартість, що обчислюється шляхом віднімання із сумарної валової продукції обсягів її проміжного споживання. Всі показники для порівняння виражаються в державній валюті — українській гривні. 
В Україні розрахунок ВРП ведеться змішаним методом, тобто частина даних (зазвичай, стосується нефінансових корпорацій, муніципальних та державних транзакцій) акумулюється регіональними статистичними установами та прямує в центр, а частина збирається вже напряму Держкомстатом за іншими секторами економіки. 
Україна складається з Автономної Республіки Крим, 24 областей та 2 міст зі спеціальним статусом — Київ і Севастополь.
| Ранг | Регіон                    | ВРП 2021 (млн. грн.) | ВРП 2017[неавторитетне джерело] (млн. грн.) | ВРП 2012 (млн. гривень) | ВРП 2009 (млн. гривень) | ВРП 2008 (млн. гривень) |
| ---- | ------------------------- | -------------------- | ------------------------------------------- | ----------------------- | ----------------------- | ----------------------- |
| 1    | м. Київ                   | 1276,376             | 699185                                      | 275685                  | 169537                  | 169564                  |
| 7    | Донецька область          | 283,326              | 166404                                      | 170775                  | 103739                  | 117646                  |
| 2    | Дніпропетровська область  | 582,363              | 313830                                      | 147970                  | 93331                   | 104687                  |
| 3    | Харківська область        | 319,796              | 187454                                      | 82223                   | 58923                   | 59389                   |
| 4    | Київська область          | 291,519              | 157043                                      | 69663                   | 37548                   | 35687                   |
| 6    | Одеська область           | 271,669              | 149530                                      | 64743                   | 48647                   | 46994                   |
| 5    | Львівська область         | 296,182              | 147404                                      | 61962                   | 35955                   | 35534                   |
| 25   | Луганська область         | 52,135               | 30285                                       | 58767                   | 38451                   | 42985                   |
| 8    | Полтавська область        | 266,694              | 150904                                      | 56580                   | 33629                   | 34118                   |
| 9    | Запорізька область        | 228,906              | 130377                                      | 54828                   | 37446                   | 42445                   |
| 26   | АР Крим                   | -                    | 44536                                       | 27396                   | 27365                   |                         |
| 10   | Вінницька область         | 173,531              | 92427                                       | 33024                   | 20104                   | 20094                   |
| 15   | Івано-Франківська область | 119,680              | 63850                                       | 32286                   | 17241                   | 17883                   |
| 11   | Черкаська область         | 131,154              | 73176                                       | 31265                   | 18707                   | 19101                   |
| 12   | Миколаївська область      | 124,162              | 69371                                       | 29205                   | 20336                   | 19410                   |
| 13   | Хмельницька область       | 119,876              | 63882                                       | 26237                   | 15758                   | 16061                   |
| 17   | Сумська область           | 105,254              | 56530                                       | 24933                   | 16060                   | 16210                   |
| 14   | Житомирська область       | 113,919              | 61470                                       | 24849                   | 14731                   | 15008                   |
| 16   | Чернігівська область      | 113,474              | 56672                                       | 23934                   | 14636                   | 14918                   |
| 19   | Кіровоградська область    | 99,564               | 53031                                       | 22056                   | 13389                   | 13961                   |
| 20   | Рівненська область        | 88,859               | 48836                                       | 21795                   | 13469                   | 14074                   |
| 23   | Закарпатська область      | 75,626               | 43043                                       | 21404                   | 12542                   | 13208                   |
| 18   | Волинська область         | 92,535               | 51972                                       | 20005                   | 12225                   | 12784                   |
| 21   | Херсонська область        | 88,182               | 47868                                       | 19357                   | 13436                   | 13174                   |
| 22   | Тернопільська область     | 81,485               | 40747                                       | 17957                   | 11173                   | 10618                   |
| 24   | Чернівецька область       | 54,582               | 28591                                       | 13166                   | 8484                    | 8833                    |
| 27   | м. Севастополь            | -                    | 9891                                        | 6452                    | 6305                    |                         |